# S7航空778便着陸失敗事故
S7航空778便着陸失敗事故（エスセブンこうくう778びんちゃくりくしっぱいじこ）とは、2006年7月9日7時50分頃 (UTC+9)にモスクワからイルクーツクへ向かったS7航空778便、エアバスA310（機体記号F-OGYP）がイルクーツク国際空港で着陸に失敗した事故である。
この事故で乗員乗客の合わせて203名のうち125名が死亡した。

## 事故の概要
S7航空778便はモスクワからイルクーツクへ向かう国内定期便で、使用されていたF-OGYPはこの日第1エンジンの逆噴射装置を運用許容基準の要件に沿って不作動で運航していた:10。
イルクーツク国際空港へアプローチするまでは順調で、無事滑走路30に接地した。機長はスポイラーを展開させ、第2エンジンの逆噴射を作動させた。しかしフライトデータレコーダーによると、第2エンジンの逆噴射レバーを戻すのと同時に第1エンジンのスロットルレバーが離陸推力位置に動いた。推力が増加したためスポイラーとオートブレーキは解除されて機体は加速した。左にある第1エンジンの推力が増加したため機体は滑走路を右にそれ始め、機長は左の方向舵ペダルとブレーキを踏み、副操縦士は第2エンジンの逆噴射を作動させたが止まり切れずに滑走路を飛び出した。柵にぶつかり第1エンジンが脱落し機体はコンクリートのガレージに激突して炎上した。
事故機には195人の乗客と8人のクルーが搭乗しており、125人が死亡し乗員3人乗客75人が救助された。

## 事故原因
事故原因は着陸後に機長が第2エンジンの逆噴射レバーを戻したときに誤って第1エンジンのスロットルレバーも一緒に動かしてしまったパイロットエラーだった。副操縦士が速度計とエンジン計器の数値を読み上げなかったため二人とも気付けなかった。副操縦士が数値を読み上げていれば事故は回避できたと思われる。

## 事故機の履歴
事故機は1987年に製造され、パンアメリカン航空に納入された。製造番号は442、登録記号はN812PA。1991年に同社が倒産した後デルタ航空に移籍、1995年まで使用された。同年エアバス系リース会社に売却され、翌1996年よりアエロフロート・ロシア航空が使用し、2004年からはシベリア航空（後のS7航空）にサブリースされていた。